# Sitona inops
Sitona inops är en skalbaggsart som beskrevs av Carl Johan Schönherr 1832. Sitona inops ingår i släktet Sitona, och familjen vivlar. Arten har ej påträffats i Sverige.